# Max Faulhaber
Max Faulhaber (* 12. März 1904 in Erlangen; † 8. Mai 1996 in Freiburg im Breisgau) war ein deutscher Politiker (KPD).

## Leben und Beruf
Faulhaber, der aus einem sozialdemokratischen Elternhaus stammte, verlebte seine Kindheit im Mannheimer Arbeiterstadtteil Waldhof. Nach einer Gärtnerlehre scheiterten seine Versuche, sich mit einer eigenen Gärtnerei selbständig zu machen. Anschließend arbeitete er in einer Baumschule, aus der er 1930 aus politischen Gründen entlassen wurde. Am 30. März 1933 wurde er verhaftet und im KZ Kislau inhaftiert. Einen Hafturlaub nutzte er zur Flucht nach Frankreich, wo er während des Zweiten Weltkrieges als Gärtner tätig war.
Am 15. Juli 1945 kehrte Faulhaber nach Mannheim zurück. Im Herbst des Jahres ging er nach Südbaden. 1946 wurde er Sekretär des Chemie- und Fabrikarbeiterverbandes Baden. Von 1947 bis 1949 war er Vorstandsmitglied des Badischen Gewerkschaftsbundes und Vorsitzender der Gewerkschaft der Chemie- und Fabrikarbeiter in Baden. Anschließend war er Bezirksleiter Süd-Baden der IG Chemie-Papier-Keramik. Wegen einer Rede auf einem FDGB-Kongress in Dresden im Juli 1951 wurde er am 18. Oktober 1951 vom Hauptvorstand der IG Chemie-Papier-Keramik fristlos entlassen. Später betrieb er eine Buchhandlung in Freiburg.

## Politik
Faulhaber trat 1923 dem Kommunistischen Jugendverband und bald auch der KPD bei. 1930 wurde er Instrukteur für „passiv gewordene Ortsgruppen“ in Baden. Zudem schrieb er für das KPD-Blatt „Der schaffende Bauer“. Nach dem Zweiten Weltkrieg beteiligte er sich am Wiederaufbau der Freiburger KPD. Vom 27. Februar 1951, als er für Fritz Eiche nachrückte, bis zur Bildung des Landes Baden-Württemberg 1952 gehörte er dem Badischen Landtag an. 1968 beteiligte er sich an der Gründung der DKP, deren erster Ortsvorsitzender in Freiburg er bis 1970 war.

## Veröffentlichungen
- Aufgegeben haben wir nie. Erinnerungen aus einem Leben in der Arbeiterbewegung. Verlag Arbeiterbewegung und Gesellschaftswissenschaft, Marburg 1988, ISBN 3-921630-76-2.